# Šibeniční vrch (Šumavské podhůří)
Šibeniční vrch (německy Henkerhügel) se nachází u Prachatic, severně od města, u sídliště.
Svůj název Šibeniční vrch má podle poprav, které zde byly až do 18. století vykonávány. Po nějakou dobu zde byla umístěna i socha spravedlnosti, která byla původně součástí kašny na Velkém náměstí.
Kopec s výškou 681 m n. m. je zalesněný, vyskytují se zde různé listnaté stromy a keře, např. líska obecná nebo bříza bělokorá.
Je na něm umístěn vodojem, radiový a televizní vysílač. Vrchol je přístupný, vedena je na něj turistická stezka Vyhlídková stezka kolem Prachatic. Nachází se zde rovněž i vyhlídka na historické centrum Prachatic a severního okraje města.
Podle tohoto vrcholu se jmenuje i nedaleké Sídliště Šibeniční vrch, které se od kopce rozkládá jižním směrem.